# Oceanodroma
Genre
Le genre Oceanodroma regroupe quatorze espèces vivantes d'oiseaux marins appartenant à la famille des Hydrobatidae. leur plumage est noir, blanc et marron.

## Liste des espèces
D'après la classification de référence (version 3.1, 2012) du Congrès ornithologique international (ordre phylogénique) :
- Oceanodroma microsoma – Océanite minute
- Oceanodroma tethys – Océanite téthys
- Oceanodroma castro – Océanite de Castro
- Oceanodroma monteiroi – Océanite de Monteiro
- Oceanodroma jabejabe – Océanite du Cap-Vert
- Oceanodroma monorhis – Océanite de Swinhoe
- Oceanodroma leucorhoa – Océanite cul-blanc
- Oceanodroma markhami – Océanite de Markham
- Oceanodroma tristrami – Océanite de Tristram
- Oceanodroma melania – Océanite noir
- †Oceanodroma macrodactyla – Océanite de Guadalupe
- Oceanodroma matsudairae – Océanite de Matsudaira
- Oceanodroma homochroa – Océanite cendré
- Oceanodroma hornbyi – Océanite de Hornby
- Oceanodroma furcata – Océanite à queue fourchue

Parmi celles-ci, une espèce éteinte :
- †Oceanodroma macrodactyla  W.E. Bryant, 1887 – Océanite de Guadalupe